# Theope christophi
Espèce
Sous-espèces de rang inférieur
- Theope christophi christophi P. & J. Jauffret, 2009
- Theope christophi rorota Brévignon, 2011

Theope christophi est une espèce de lépidoptères de la famille des Riodinidae et du genre Theope.

## Taxonomie
L'espèce Theope christophi a été décrite par les entomologistes brésiliens P. & J. Jauffret en 2009. Sa sous-espèce rorota a été décrite par Christian Brévignon en 2011.

## Description
L'imago de Theope christophi rorota est un papillon marron foncé presque noir, très largement suffusé de bleu vif, ce qui donne une bande bleue au bord externe des ailes antérieures et une couleur bleu noir aux ailes postérieures.
Le revers est blanc nacré.

## Distribution
La sous-espèce Theope christophi rorota n'est présente qu'en Guyane.

## Protection
Pas de statut de protection particulier[réf. nécessaire].